# Клохамон

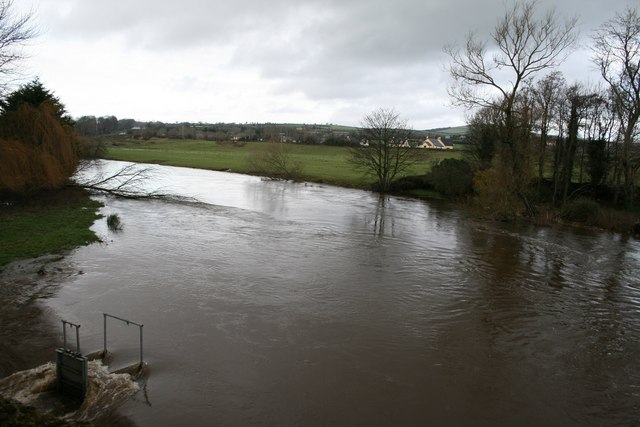
Зимнее наводнение в Клохамоне

Клохамон (англ. Clohamon; ирл. Cloch Ámainn) — деревня в Ирландии, находится в графстве Уэксфорд (провинция Ленстер) у реки Слэни рядом с Банклоди.